# Türker İnanoğlu
Türker İnanoğlu (Safranbolu, 18 de mayo de 1936-Estambul, 2 de abril de 2024) fue un cineasta turco.

## Biografía
Inició su carrera a finales de la década de 1950. Su trayectoria como director y productor de cine se extendió hasta los años 1990, y después se dedicó a producir diversos seriados de televisión. Estuvo casado con Filiz Akın, una reconocida primera actriz turca.
Falleció en Estambul el 2 de abril de 2024, a los 87 años.

## Filmografía destacada

### Como director
- Sonbahar, 1959
- Senden Ayrı Yaşayamam, 1960
- Küçük Kahraman, 1960
- İçimizden Biri, 1960
- Küçük Beyefendi, 1962
- Kiralık Koca, 1963
- Bulunmaz Uşak, 1963
- Bahriyeli Ahmet, 1963
- Yankesici Kız, 1964
- Satılık Kalp, 1965
- Acı Tesadüf, 1966
- İdam Mahkumu, 1966
- Kaderin Cilvesi, 1967
- Namus Borcu, 1967
- Evlat Uğruna, 1967
- İstanbul Tatili, 1968
- Sabah Yıldızı, 1968
- İşportacı Kiz, 1970
- Soyguncular, 1973
- Bizim Kız, 1977

### Como productor
- İçimizden Biri, 1960
- Çöpçatan, 1961
- Küçük Beyefendi, 1962
- Yolcu, 1963
- Bulunmaz Uşak, 1963
- Bahriyeli Ahmet, 1963
- Yankesici Kız, 1964
- Satılık Kalp, 1965
- İdam Mahkumu, 1966
- Acı Tesadüf, 1966
- İntikam Uğruna, 1966
- Namus Borcu, 1967
- Evlat Uğruna, 1967
- İstanbul Tatili, 1968
- Almanyalı Yarim, 1974
- Bizim Kız, 1977
- Süpermenler, 1979
- Beyaz Ölüm, 1983
- Tele Kızlar, 1985
- Selamsız Bandosu, 1987
- Kaçamak, 1988

### Como productor de televisión
- Tatlı Kaçıklar, 1996
- İkinci Bahar, 1999
- Bizim Otel, 2001
- Hastayım Doktor, 2002
- Yabancı Damat, 2004
- Anne Babamla Evlensene, 2005